# Viviane Asseyi

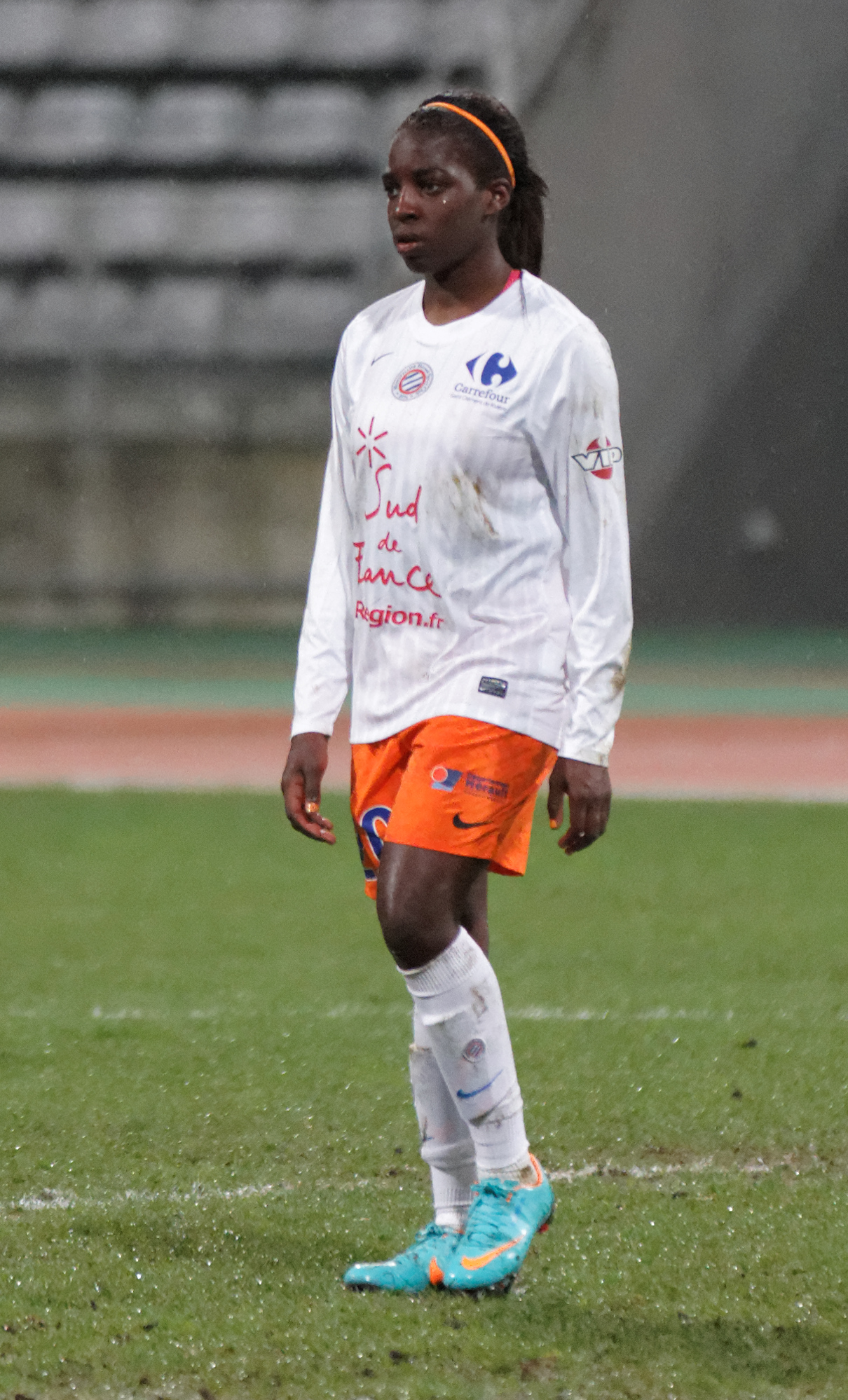
Viviane Asseyi

Viviane Asseyi, född den 20 november 1993 i Mont-Saint-Aignan, är en fransk fotbollsspelare (anfallare) som spelar i West Ham United. Hon är även en del av det franska landslaget och är uttagen i truppen till världsmästerskapet 2019 och 2023. Asseyi är 163 cm lång och gjorde debut i landslaget år 2013.